# 中田切 (印西市)
中田切（なかたぎり）は、千葉県印西市の大字。郵便番号270-2306。

## 地理
北は安食卜杭、東は下井、南は笠神、西は松木に隣接している。

## 小字
小字は以下の通り。
- 上（かみ）
- 中（なか）
- 下（しも）

## 歴史
江戸期は中田切新田であり、下総国印旛郡のうち。笠神埜原新田に属す。寛文年間下利根川掘割工事の際、相馬郡中田切村の一部が河川敷となり、代替地として笠神村御立野原を開発して成立。寛文11年国手形寺請状改綴によれば、入百姓13、出身地は庄内領4、布川領3、印西領1、武蔵国幸手領3、同羽生領1、常陸国下妻領1（吉植家文書）。はじめ幕府領、元禄14年から佐倉藩領、享保8年から再び幕府領、天保8年から浜松藩領、弘化2年幕府領となるが同4年から再び浜松藩領。村高は「元禄郷帳」「天保郷帳」ともに見えず、「旧高旧領」116石余。江戸中・後期は笠神埜原新田4か村組の1つで、享保15年四ヶ村組年貢割付状によれば、畑・屋敷・埜地畑から成り反別19町余、年貢は永2貫335文4分余を納入（吉植家文書）。

### 年表
- 1873年（明治6年） - 千葉県に所属。
- 1889年（明治22年）4月1日 - 町村制施行し、下曽根新田、下井新田、松木新田、将監新田、中田切新田、長門屋新田、和泉屋新田、佐野屋新田、甚兵衛新田、中根新田、行徳新田、松虫新田、押付新田、萩原新田、安食卜杭新田の大部分、小林新田、酒直卜杭新田が合併し埜原村が発足。埜原村大字中田切新田となる。
- 1910年（明治43年） - 中田切新田が改称し、埜原村大字中田切となる[5]。
- 1913年（大正2年）4月1日 - 本郷村・埜原村が合併し、本埜村が発足。本埜村中田切となる。
- 2010年（平成22年）3月23日 - 印旛村・本埜村が印西市に編入。印西市中田切となる。

## 世帯数と人口
2017年（平成29年）10月31日現在の世帯数と人口は以下の通りである。
| 大字   | 世帯数 | 人口 |
| ------ | ------ | ---- |
| 中田切 | 11世帯 | 47人 |

## 施設
- 三区コミュニティセンター
- 白山神社